# Niels Hagenau
Niels Hagenau (Frederiksberg, 4 dicembre 1943) è un ex calciatore danese, di ruolo portiere.